# Eretmocerus paulistus
Eretmocerus paulistus är en stekelart som beskrevs av Hempel 1904. Eretmocerus paulistus ingår i släktet Eretmocerus och familjen växtlussteklar.
Artens utbredningsområde är:
- Kuba.
- Haiti.
- Peru.
- Spanien.

Inga underarter finns listade i Catalogue of Life.